# Gibson County (Indiana)
Gibson County is een county in de Amerikaanse staat Indiana.
De county heeft een landoppervlakte van 1.266 km² en telt 32.500 inwoners (volkstelling 2000). De hoofdplaats is Princeton.

## Bevolkingsontwikkeling

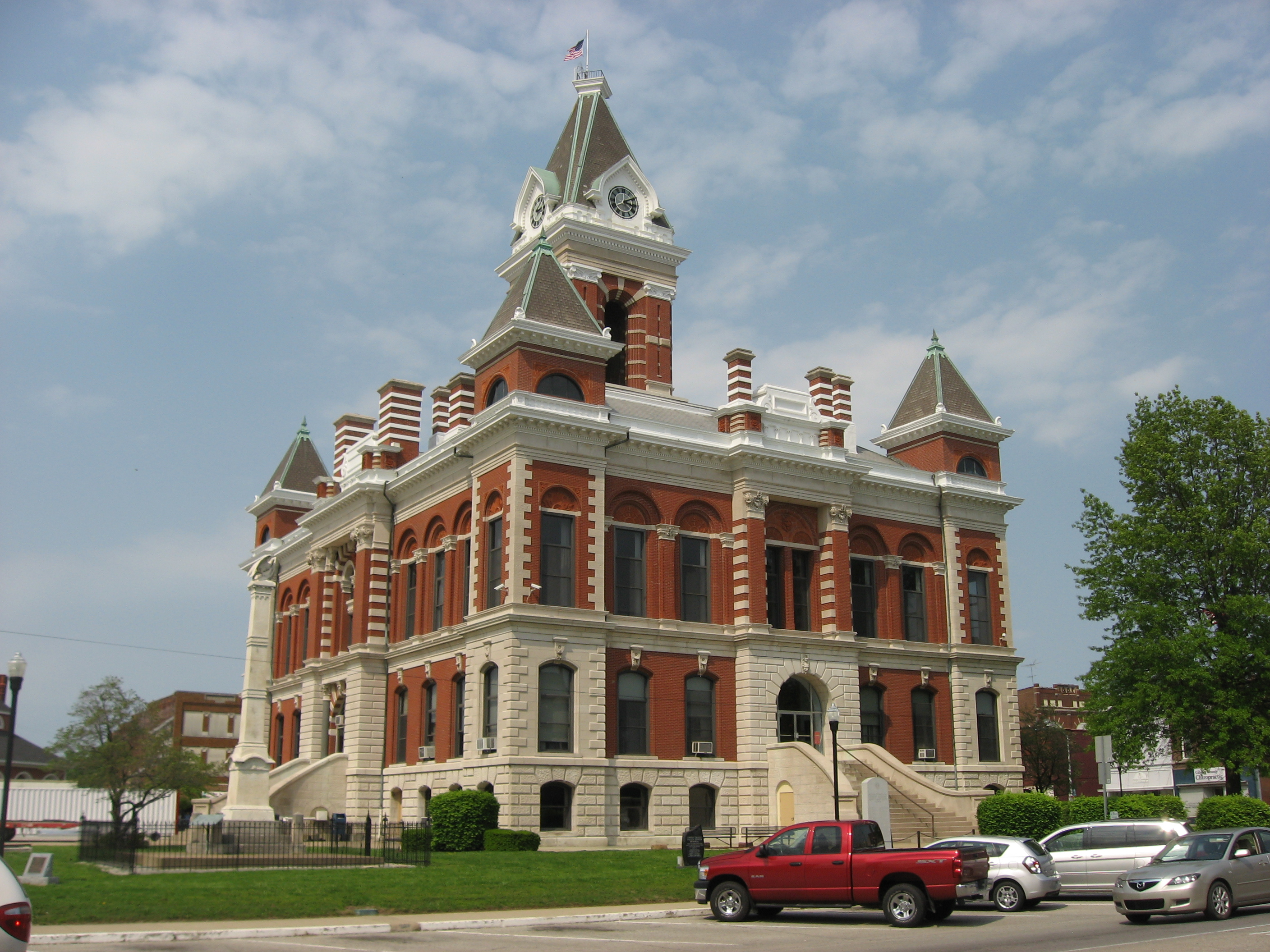
Gibson County Courthouse